# Hamlet Mina
Hamlet Mina (Santiago de Cali, Colombia; 19 de junio de 1978) es un exfutbolista colombiano. Jugaba de mediocampista, en los 14 años que estuvo activo disputó 230 partidos y anotó 2 goles. Actualmente es asistente técnico de Julián Barragán en el Real Cundinamarca.

## Clubes

### Como jugador
| Club             | País      | Año         |
| ---------------- | --------- | ----------- |
| Deportivo Cali   | Colombia  | 1999 - 2000 |
| América de Cali  | Colombia  | 2001 - 2002 |
| Unión Magdalena  | Colombia  | 2003        |
| Santa Fe         | Colombia  | 2004        |
| Millonarios      | Colombia  | 2004        |
| Unión Magdalena  | Colombia  | 2005        |
| Centauros        | Colombia  | 2006        |
| Unión Magdalena  | Colombia  | 2007        |
| Estrella Roja    | Venezuela | 2008        |
| Cortuluá         | Colombia  | 2009        |
| Deportes Quindío | Colombia  | 2009        |
| América de Cali  | Colombia  | 2010        |
| Cortuluá         | Colombia  | 2012 - 2013 |

### Como asistente técnico
| Club              | País     | Año           |
| ----------------- | -------- | ------------- |
| Valledupar FC     | Colombia | 2023          |
| Real Cundinamarca | Colombia | 2023-presente |

## Palmarés

### Torneos nacionales
| Título           | Club            | País     | Año  |
| ---------------- | --------------- | -------- | ---- |
| Primera División | América de Cali | Colombia | 2001 |
| Torneo Apertura  | América de Cali | Colombia | 2002 |
| Primera B        | Cortuluá        | Colombia | 2009 |